# نام هاي سونغ
نام هاي سيونغ (هانغل: 남혜승)؛ هي ملحنة ووكاتبة أغاني ومديرة موسيقى من كوريا الجنوبية، تعد واحده من أفضل الموسيقيين في كوريا الجنوبية حيث تجيد جميع أنواع الآلات الموسيقية 
نام الملحنة الحائزة على جوائز في كوريا والصين، المشهورة كمديرة موسيقى بعد تخرجها من جامعة يون سي حيث حصلت على درجة التأليف الموسيقي المتخصصة في الموسيقى الكلاسيكية. أنجح أعمالها في الإخراج الموسيقي والتسجيل تشمل (العفريت) و(السيد المشرق) و(لقاء) ومؤخراً هبوط طارئ للحب ولا بأس إن لم تكن بخير، وسلسلة الإنتقام لقناة تي في إن آيس أدونيس والقناع الزجاجي لعام 2012. كانت مديرًة موسيقى للبرامج في قناة MBC (سابقا).

## أعمالها
| عنوان العمل (مسلسلات) | القناة / الشبكة |
| --------------------- | --------------- |
| قواعد العشق           | إم،بي سي        |
| آيس أدونيس            | تي في إن        |
| القناع الزجاجي        | تي في إن        |
| المدينة القاسية       | جي تي بي سي     |
| حبي ايون دونغ         | جي تي بي سي     |
| عروستي الجميلة        | أو سي إن        |
| ذاكرة                 | تي في ان        |
| السيد المشرق          | تي في ان        |
| هو مستبصر نفسي        | تي في ان        |
| صديقها                | تي في ان        |
| فاجابوند              | إس بي إس        |
| هبوط طارئ للحب        | تي في ان        |
| قطعة من عقلك          | تي في ان        |
| لا بأس إن لم تكن بخير | تي في ان        |
| العفريت               | تي في ان        |
| الشريك المريب         | إس بي إس        |
| أنعكاس لك             | جي تي بي سي     |
| صيفنا الحبيب          | إس بي إس        |
| بولغاسال: أرواح خالدة | تي في إن        |
| رجال شرطة مبتدئين     | ديزني+          |
| الرابط: أكل، حب، اقتل | تي في إن        |
| خيمياء الأرواح        | تي في إن        |
| شبابنا المتفتح        | تي في إن        |
| دوونا!                | نتفليكس         |
| منزل جميل (الموسم 2)  | نتفليكس         |
| اخبرني انك تحبني      | اي ان ا         |
| ملكة الدموع           | تي في إن        |
| اسأل النجوم           | تي في إن        |
| قصتي المجهولة في سول  | تي في إن        |

## روابط خارجية
- نام هاي-سيونغ على موقع IMDb (الإنجليزية)
- نام هاي-سيونغ على موقع روتن توميتوز (الإنجليزية)
- نام هاي-سيونغ على موقع ميوزك برينز (الإنجليزية)
- نام هاي-سيونغ على موقع قاعدة بيانات الفيلم (الإنجليزية)